# Lied
Un lied (littéralement « un chant » ; au pluriel : lieder ou quelquefois lieds, sans prononcer le s) est un poème germanique chanté par une voix, accompagné par un piano ou un ensemble instrumental.
Un lied étant une pièce musicale courte, le genre lied est considéré comme faisant partie de la petite forme, par opposition avec des genres tels que la symphonie qui eux sont désignés sous le nom de grande forme.

## Histoire

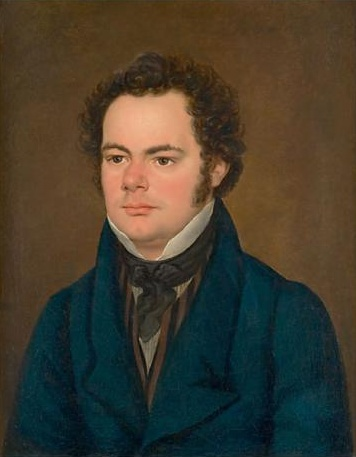
Franz Schubert (1827).

À l’origine, les lieder étaient des chants ecclésiastiques allemands populaires (source du choral luthérien lors de la Réforme luthérienne au XVIe siècle). On trouve d’abord trois ou quatre voix en polyphonie fondées sur des mélodies populaires ou de cours existantes. Les voix inférieures de cette polyphonie sont très souvent confiées à des instruments, tandis que seule la voix supérieure demeure chantée. C’est à partir de 1530 que l’on trouve des lieder à une seule voix, de forme strophique (alternance couplet/refrain) et qui ressemblent à la canzonetta italienne, tout en gardant un texte en allemand.
Ce genre musical est l’équivalent allemand de la mélodie française, bien qu’il y ait de nombreuses différences. Tout d’abord, dans le temps ; le lied est à son apogée alors que la mélodie française balbutie encore et peine à acquérir ses lettres de noblesse. On peut considérer qu'Emmanuel Chabrier, Gabriel Fauré, Henri Duparc, Ernest Chausson, Claude Debussy, Reynaldo Hahn (et d'autres, dont accessoirement Gabriel Dupont) en sont les principaux représentants. À la même époque, en Allemagne, Mahler et Richard Strauss composent depuis longtemps. Une autre différence est le fait que le lied soit d’origine populaire (Volkslied) avant de s'académiser. A contrario, la mélodie est un genre savant dès le départ. Le fait que l’on utilise le terme allemand lied souligne bien le développement et l’importance qu’a eus ce genre en Allemagne et en Autriche, depuis les grands cycles de Schubert jusqu’aux Gurre-Lieder d'Arnold Schönberg qui totalisent presque deux heures de musique et monopolisent un orchestre gigantesque.
Parmi les compositeurs de lieder célèbres, on trouve notamment : Franz Schubert (environ 650 lieder), Robert Schumann, Richard Wagner, Johannes Brahms, Hugo Wolf, Alma Mahler, Gustav Mahler, Richard Strauss, Arnold Schönberg, Alban Berg et Othmar Schoeck (environ 400 lieder).

## Formes
- Le lied strophique simple : le lied est dit strophique quand il respecte la structure en strophes du poème. Dans le lied strophique simple, la musique pour chaque couplet est identique. Cela implique une plus grande concentration, mais peut induire un caractère monotone. Comme la même musique se répète pour  chaque strophe, le rythme ainsi que la prosodie des strophes suivantes peuvent se combiner moins bien avec une musique composée généralement pour la première. Il est donc adapté à des poèmes à la prosodie très régulière. Exemples : Wiegenlied (Berceuse) de Brahms ou Auf dem Wasser zu singen (À chanter sur l’eau) de Schubert. Les lieder strophiques simples de Schubert se caractérisent par une mélodie qui sait s’adapter à l’expression de sentiments variés.

- Le lied strophique varié : la structure du poème est respectée mais des modifications sont induites dans la ligne mélodique ou dans l’accompagnement. Cela s’éloigne de l’esprit du Volkslied mais permet une cohésion plus fine entre la musique et les différentes strophes comme dans Das Rosenband de Richard Strauss. Les grandes ballades de Carl Loewe utilisent fréquemment la forme strophique variée.

- Le lied à composition continue (en allemand : durchkomponiert) : la musique se renouvelle à chaque strophe, contrairement à la rigidité de la forme strophique. Il y a donc deux distinctions à faire : le renouvellement constant de la musique et une homogénéité à travers l’œuvre. C’est le cas d'Erlkönig (Le Roi des Aulnes) de Schubert.

- Les formes tripartites ou Barform : la Barform AAB, serait issue du choral luthérien et serait un héritage direct des poètes du Moyen Âge par exemple : Die Forelle (La Truite) ou Die Stadt (La ville) de Schubert. On trouve également la forme lied ABA : sa période initiale est reprise après un épisode central contrastant.

- La forme Rondo : cette forme est bâtie sur l’alternance couplet/refrain. Comme dans la forme strophique, on note une même musique pour les refrains, mais une interprétation différente ainsi qu’une ritournelle pianistique entre chaque strophe qui fait office de couplet, comme : Gretchen am Spinnrade (Marguerite au rouet) de Schubert.

- La forme symétrique ABCB'A' : elle permet d’obtenir une unité globale très forte, ainsi qu’une liberté plus importante. Cette forme est par contre assez peu utilisée dans le lied. Un exemple est Schäfers Klagelied (la Plainte du berger) de Schubert.

## Sources littéraires
Tout d’abord, dans le Lied, les sources littéraires employées vont être divisées en deux grandes catégories : le Volkslied (de) et le Kunstlied. Le mot Volkslied se décompose étymologiquement en : Volk qui veut dire peuple et Lied le chant (la chanson) ce qui veut dire en d’autres mots « chanson populaire », D’une part, le Volkslied est en opposition avec les œuvres philosophiques ou visionnaires, car moins axé sur ce type de concepts : ayant pour base le culte de l’émotion et celle de la passion, le Volkslied veut mettre en avant  l’âme du peuple. il est l’authenticité même de ce que représente l’humain. Dans la composition même du Volkslied, on trouve peu de modulation, la mélodie est toute simple et facile à retenir même pour ceux qui n’exercent pas le métier de musicien. L’accompagnement est à l’origine un soutien harmonique et rythmique du chant, d’où un certain équilibre. (cf. les lieder de Reichardt ou Zelter). Dans certains de ses lieder, Schubert s’appuiera sur le Volkslied (exemple Heidenröslein, littéralement « Rose de la lande », traduit communément par Rose des Bruyères).
Le mot Kunstlied se décompose aussi : Kunst veut dire art. On note sur le Kunstlied un travail beaucoup plus élaboré que sur le Volkslied. C’est un chant savant plus complexe et par conséquent, moins accessible. Le rythme, l’harmonie, la forme sont des éléments beaucoup plus façonnés. C’est ce qui lui donne sa caractéristique propre. Or, même si ces deux styles restent très différents, on retrouve des caractéristiques communes qui les lient comme dans Der Lindenbaum de Schubert. Plusieurs lieder de Schubert combinent une apparente simplicité venant du Volkslied et le raffinement du Kunstlied.

## Grands thèmes littéraires romantiques

### Nuit
La nuit est un des thèmes des plus utilisés au romantisme européen. Il prend en Allemagne une dimension très importante. Le culte de la nuit va être très développé chez les poètes ainsi que chez les compositeurs comme Schubert qui est une éminence dans le domaine. Prenons comme exemple Nacht und Träume, ce lied est doué d’une profonde émotion et également très méditatif. Mais c’est avec Mondnacht (Nuit au clair de lune) d’Eichendorff, composé par Robert Schumann, que le thème de la nuit atteint son sommet avec l’utilisation du procédé clair/obscur.

### Voyage
Ce thème est typiquement germanique. Le terme voyage n’est pas tout à fait la bonne acception, car il est impossible de traduire son sens véritable. Das Wandern, pour le préciser davantage, voudrait dire que c’est le fait « d’être habité par un désir inassouvi qui vous pousse à partir, à fuir ; ce peut être un pèlerinage ». Il y a donc deux sentiments qui s’en dégagent ; d’une part, le goût de l’aventure, de la curiosité, de l’inconnu et d’autre part, la douleur de quitter les siens. La notion de « Wanderer » se retrouve dans le Volkslied ainsi que dans le Kunstlied. Il peut être abordé d’un ton joyeux, les textes parleront donc de la difficulté du jeune homme qui doit quitter sa famille, sa bien-aimée et également la naïveté du voyageur qui doit se débrouiller tout seul devant les obstacles. Or, le voyage n’est pas forcément un plaisir, il peut pareillement être une soif inassouvie, un désir de changement, d’où une certaine mélancolie propre au romantisme. Le thème du voyage peut aussi être fantastique. Il aborde des rencontres surnaturelles et maléfiques. Le voyage peut être en soi : plus subtil, plus mystérieux, comme une recherche spirituelle. Schubert, dans son voyage psychologique : Winterreise (le Voyage d’hiver), en fait une illustration quasi religieuse (mais sans aucune allusion qui soit réellement de cet ordre).

### Amour
L’amour est le thème le plus utilisé au romantisme. L’amour dans le lied allemand est rarement sensuel et frivole ; il est plutôt sentimental. L’amour peut être tout simplement une chaleur bienfaisante, réconfortante, douée d’un très grand lyrisme avec son principal représentant : Schumann. Par exemple dans Der Nussbaum (Le Noyer). L’amour peut être plus fort, puissant. C’est ce que l’on retrouve chez Schubert dans Marguerite au rouet. Mais chez les romantiques, l’amour peut avoir des pouvoirs plus importants encore. Dans Nachthymne (Hymne à la nuit) de Schubert, qui parle à la fois d’amour, de mort et de nuit. En conclusion, tous ces thèmes littéraires peuvent être groupés et agencés au gré des compositeurs.

## Lieder ou cycles de lieder notables
- Franz Schubert :
  - Le Roi des aulnes
  - Die Forelle (en français, La Truite)
  - Gretchen am Spinnrade (Marguerite au rouet)
  - Der Wanderer (Le voyageur)
  - Auf dem Wasser zu singen
  - Les 24 lieder de Winterreise (Voyage d'hiver), une des dernières compositions de Schubert
  - Die Stadt, un lied de son recueil posthume Schwanengesang;
- Robert Schumann :
  - Dichterliebe
  - Frauenliebe und -leben;
- Gustav Mahler :
  - Le Chant de la terre
  - Kindertotenlieder;
- Richard Strauss :
  - Les Quatre derniers Lieder pour soprano et orchestre.